# Nican Bet
Nican Bet (hebrejsky 'ניצן ב, doslova „Poupě B“, v oficiálním přepisu do angličtiny Nizzan B, přepisováno též Nitzan Bet) je vesnice typu společná osada (jišuv kehilati) v Izraeli, v Jižním distriktu, v Oblastní radě Chof Aškelon.

## Geografie
Leží v nadmořské výšce 43 metrů v pobřežní nížině, v regionu Šefela. Nachází se na rozmezí pásu intenzivně zemědělsky využívané krajiny a pruhu písečných dun lemujících pobřeží.
Obec se nachází 3 kilometry od břehu Středozemního moře, cca 40 kilometrů jihojihozápadně od centra Tel Avivu, cca 58 kilometrů jihozápadně od historického jádra Jeruzalému a 10 kilometrů severovýchodně od města Aškelon. Nican Bet obývají Židé, přičemž osídlení v tomto regionu je etnicky převážně židovské.
Nican Bet je na dopravní síť napojen pomocí dálnice číslo 4, jež vede podél západního okraje osady. S ní paralelně probíhá i železniční trať z Tel Avivu do Aškelonu. Ta zde ale nemá stanici.

## Dějiny

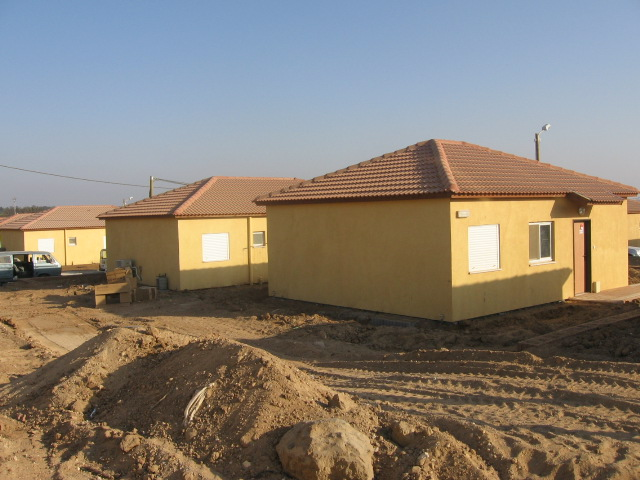
Zástavba v Nican Bet

Nican Bet byl založen v roce 2007. Jeho osidlování začalo ale už po roce 2005, kdy východně a později i severně od již dříve existující osady Nican vyrostl rozsáhlý obytný okrsek určený pro židovské rodiny evakuované v rámci plánu jednostranného stažení z osad v pásmu Gazy. Tato nová rezidenční část tvořená montovanými rodinnými domky má od roku 2007 administrativně charakter samostatné obce a není populačně zahrnována do osady Nican.

## Demografie
Podle údajů z roku 2014 tvořili naprostou většinu obyvatel v Nican Bet Židé (včetně statistické kategorie "ostatní", která zahrnuje nearabské obyvatele židovského původu ale bez formální příslušnosti k židovskému náboženství).
Jde o menší obec vesnického typu s klesající populací (osadníci z Gazy se postupně stěhují do jiných nově založených vesnic, zejména do Be'er Ganim). K 31. prosinci 2014 zde žilo 1493 lidí. Během roku 2014 populace klesla o 10,3 %.
| Rok            | 2007 | 2008 | 2009 | 2010 | 2011 | 2012 | 2013 | 2014 |
| -------------- | ---- | ---- | ---- | ---- | ---- | ---- | ---- | ---- |
| Počet obyvatel | 2310 | 2454 | 1936 | 1940 | 1715 | 1737 | 1664 | 1493 |

(před rokem 2007 populace v Nican Bet zahrnována do obyvatelstva obce Nican)